# Caudry
Caudry ist eine französische Stadt mit 14.032 Einwohnern (Stand 1. Januar 2022) im Département Nord in der Region Hauts-de-France. Sie gehört zum Arrondissement Cambrai, zum Kanton Caudry und zum Gemeindeverband Communauté d’agglomération du Caudrésis et du Catésis. Die Bewohner werden Caudrésiens und Caudrésiennes genannt.
Die Gemeinde erhielt 2022 die Auszeichnung „Vier Blumen“, die vom Conseil national des villes et villages fleuris (CNVVF) im Rahmen des jährlichen Wettbewerbs der blumengeschmückten Städte und Dörfer verliehen wird.

## Geographie
Die Stadt Caudry liegt in der ehemaligen Grafschaft Hennegau (comté de Hainaut), einer leicht hügeligen Landschaft, ca. 80 m bis 120 m über dem Meer, 14 Kilometer südöstlich von Cambrai und 30 Kilometer südlich von Valenciennes. Die Stadt wird sowohl von der Route nationale 43 (Metz – Calais) als auch von der Bahnstrecke Cambrai–Busigny–Saint-Quentin durchquert.

## Geschichte

### Frühgeschichte bis Neuzeit
Die Ursprünge der Besiedlung sind recht ungenau. Das Heimatmuseum datiert erste Funde auf das erste nachchristliche Jahrhundert. Der Name Caudry wurde um 1350 gebräuchlich, nachdem zuvor Calderiacum, Caudris bzw. Cauder urkundlich erwähnt wurden.
1804 hatte Caudry nur knapp 2000 Einwohner. Hundert Jahre später war daraus eine Industriestadt mit über 13.000 Einwohnern geworden. Insbesondere der Zeitabschnitt des 19. Jahrhunderts ist daher einer genaueren Betrachtung wert.
Abseits aller wichtigen Verkehrsverbindungen wurde in Caudry die Tüll-, Spitzen- und Stickereiindustrie geboren. Seit Ende des Mittelalters schon war diese Gegend (Cambrésis) für seine Batist (sehr feines Leinen) berühmt. 1789 arbeiteten die Weber auf 13.000 Holzwebstühlen. Diese standen in verschiedenen Dörfern rund um Caudry.

### Industrialisierung
Nach 1790 aber wurde eine Umstellung wegen der nun aufkommenden Baumwolle nötig. Die ersten Tüllwebmaschinen kamen von Großbritannien. Sie wurden sehr schnell in Valenciennes, Calais, St. Quentin und endlich in „Cambrésis“ eingeführt. In Caudry wurden die ersten Maschinen von Placide Gabet in dem „Château de Caudry“ (nicht mehr erhalten) aufgebaut.
1827 zählte man 25 Tüllwebereien und 220 Webstühle nur für Tüll aus Baumwolle. Ab 1850 wurden diese Webstühle mit Dampf betrieben. Wegen des Freihandelsabkommens mit Großbritannien, von Napoleon dem III. 1860 unterschrieben, kam Caudry wegen seiner im Vergleich mit Nottingham und Calais älteren Maschinen in eine sehr schwere Wirtschaftskrise.

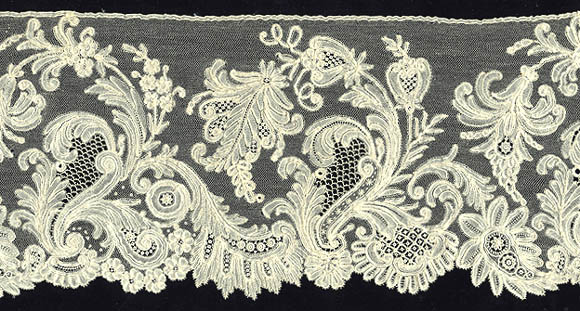
Spitzenkante der frühen Periode

Während des Feldzugs von Preußen gegen Frankreich wurde die Stadt am 21. Januar 1871, eine Woche vor Unterzeichnung des Waffenstillstandes von Versailles, besetzt.
Am Ende des 19. Jahrhunderts zierte die Spitze die Damenkleidung aller sozialen Schichten. Die Wirtschaft in Caudry kam wieder in Schwung, jeden Tag wurden neue Webstühle nach Caudry geliefert. Die Spitze von Caudry wurde nach überallhin exportiert und Einkäufer der ganzen Welt besuchten die Stadt.
Der Erste Weltkrieg verursachte schwere Schäden in der Stadt. Hunderte Häuser wurden zerstört. Nach dem Krieg konnten durch Reparationszahlungen neue Maschinen angeschafft werden, die große Breiten für die Modellschneidereien anfertigen konnten. Während des Zweiten Weltkriegs wurde das erste Nylon verarbeitet.

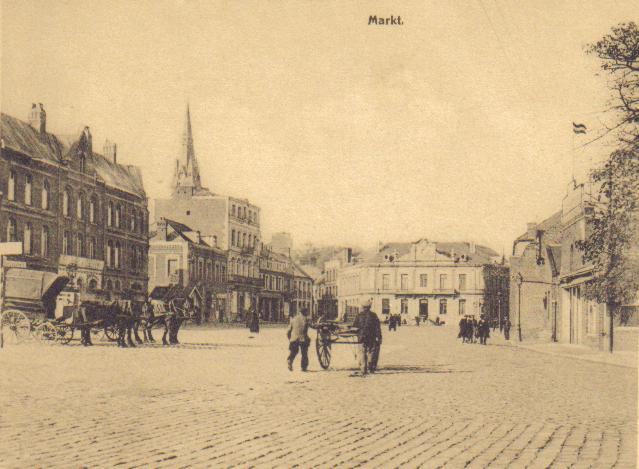
Marktplatz Anfang 20. Jahrhundert
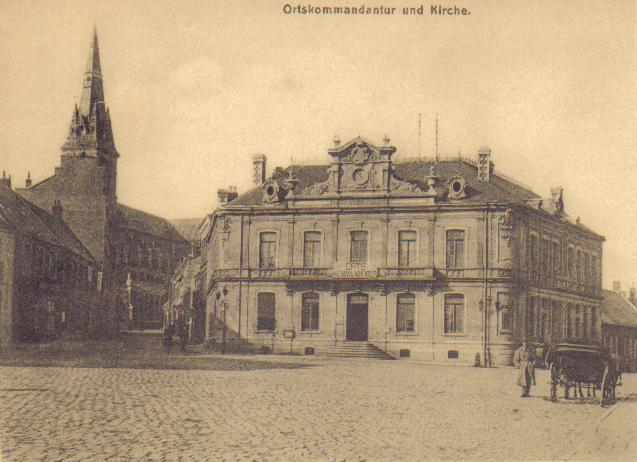
Marktplatz mit Rathaus und Basilika Sainte Maxellende im Ersten Weltkrieg
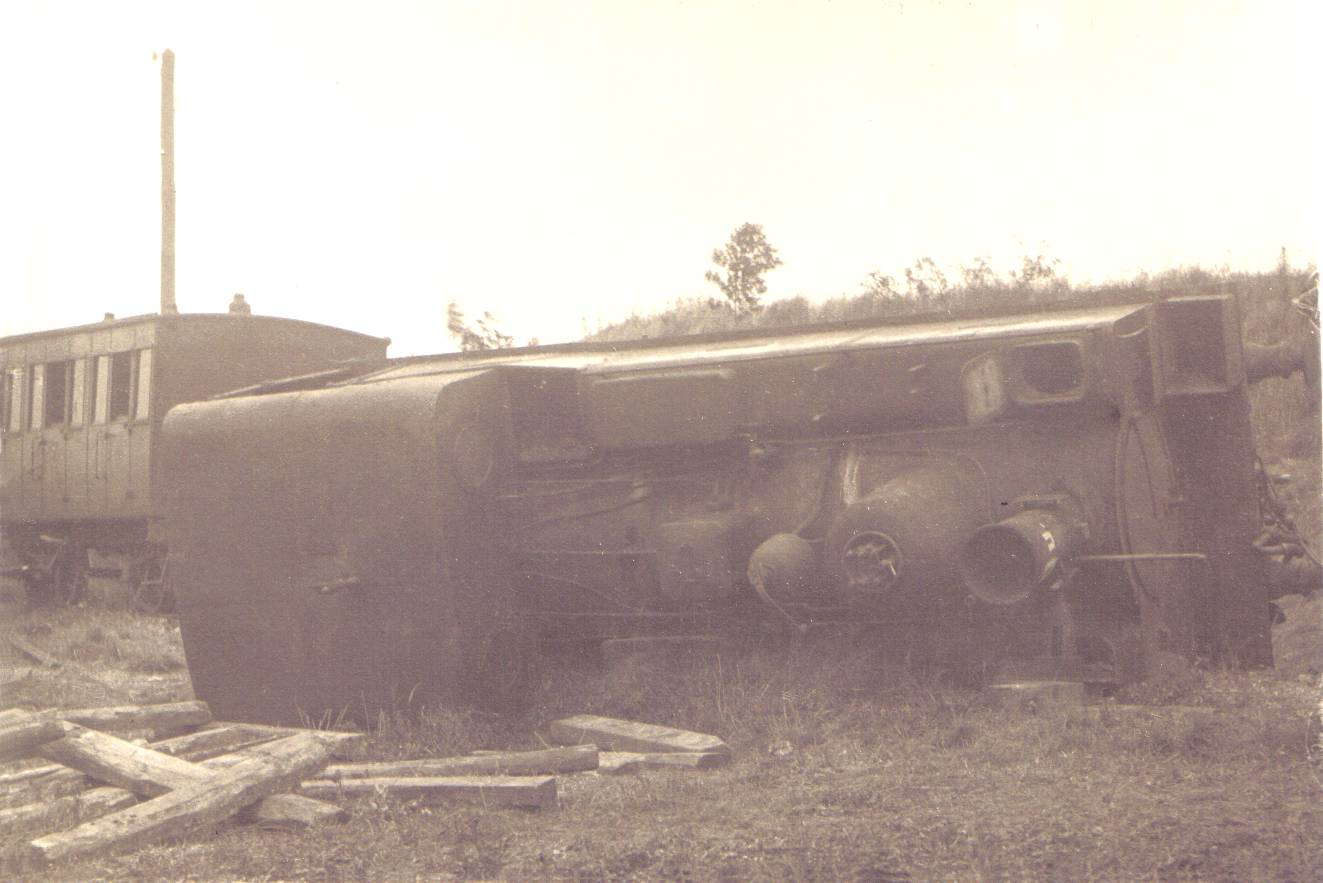
Umgestürzte Lok bei Caudry im Ersten Weltkrieg

### Industrielle Konversion

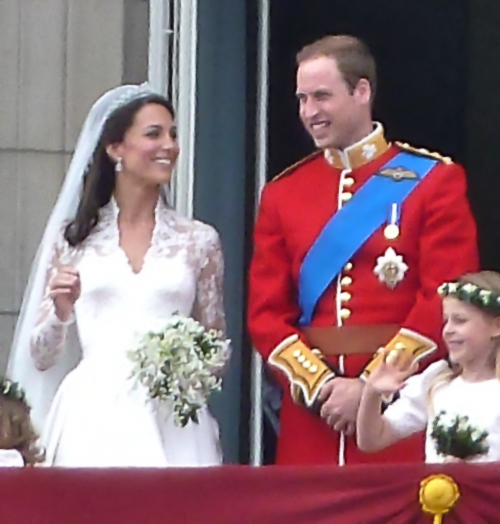
Dentelle de Caudry auf Kate Middletons Brautkleid

Heute bestehen noch zwölf Betriebe, die in den Bereich der Textilindustrie fallen (Stand: 2000). Acht Betriebe stellen 2014 noch Spitzen her; diese haben sich auf die Produktion qualitativ besonders hochwertiger Ware spezialisiert, von denen rund 80 % in den Export gehen. So stammt beispielsweise das Hochzeitskleid von Kate Middleton aus Caudry, ebenso das Kleid, das Michelle Obama bei der Amtseinführung ihres Mannes trug, und die örtlichen Unternehmen arbeiten regelmäßig für bekannte Modeschöpfer.

ehemalige Textilmanufakturen in Caudey
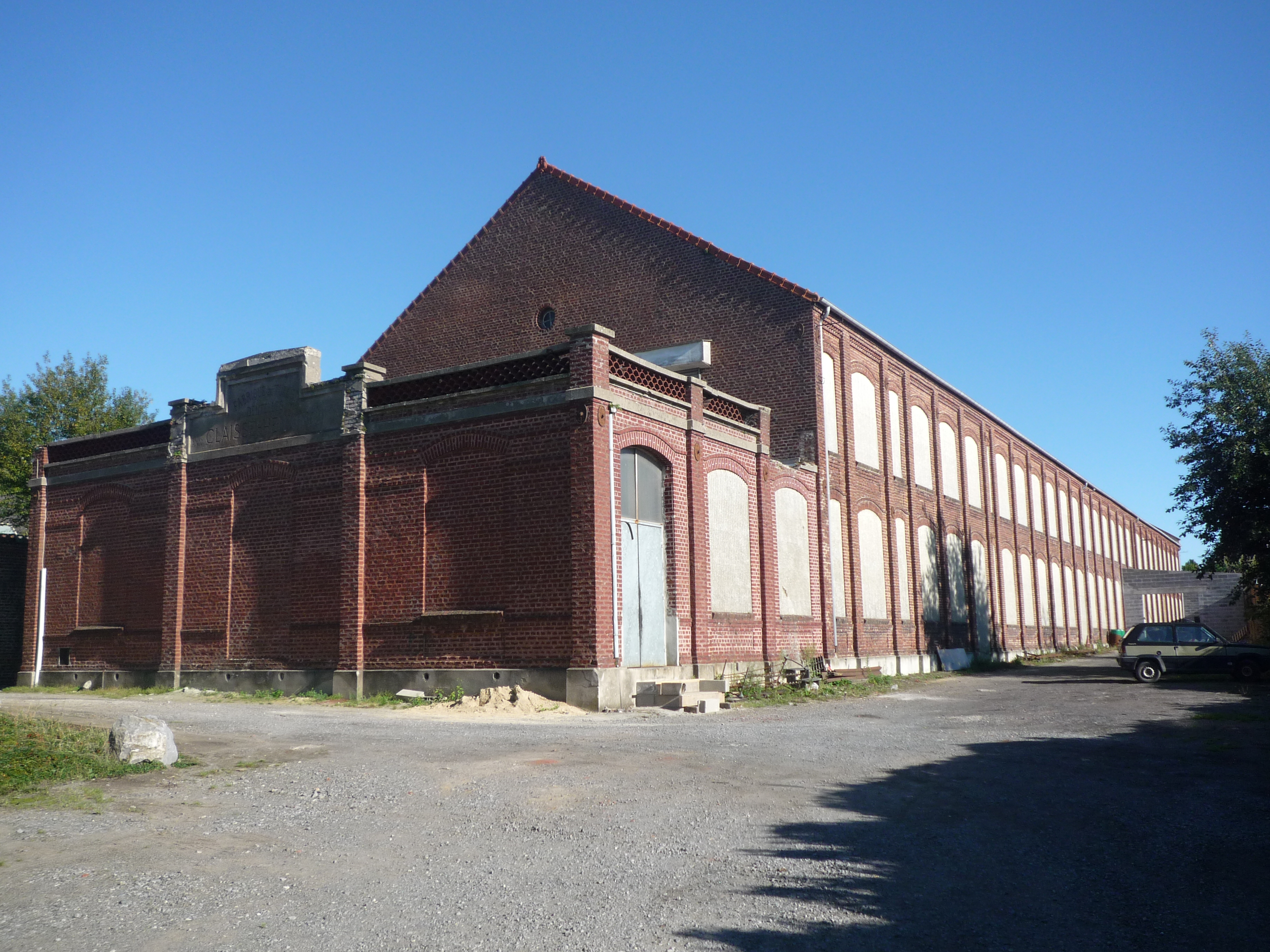
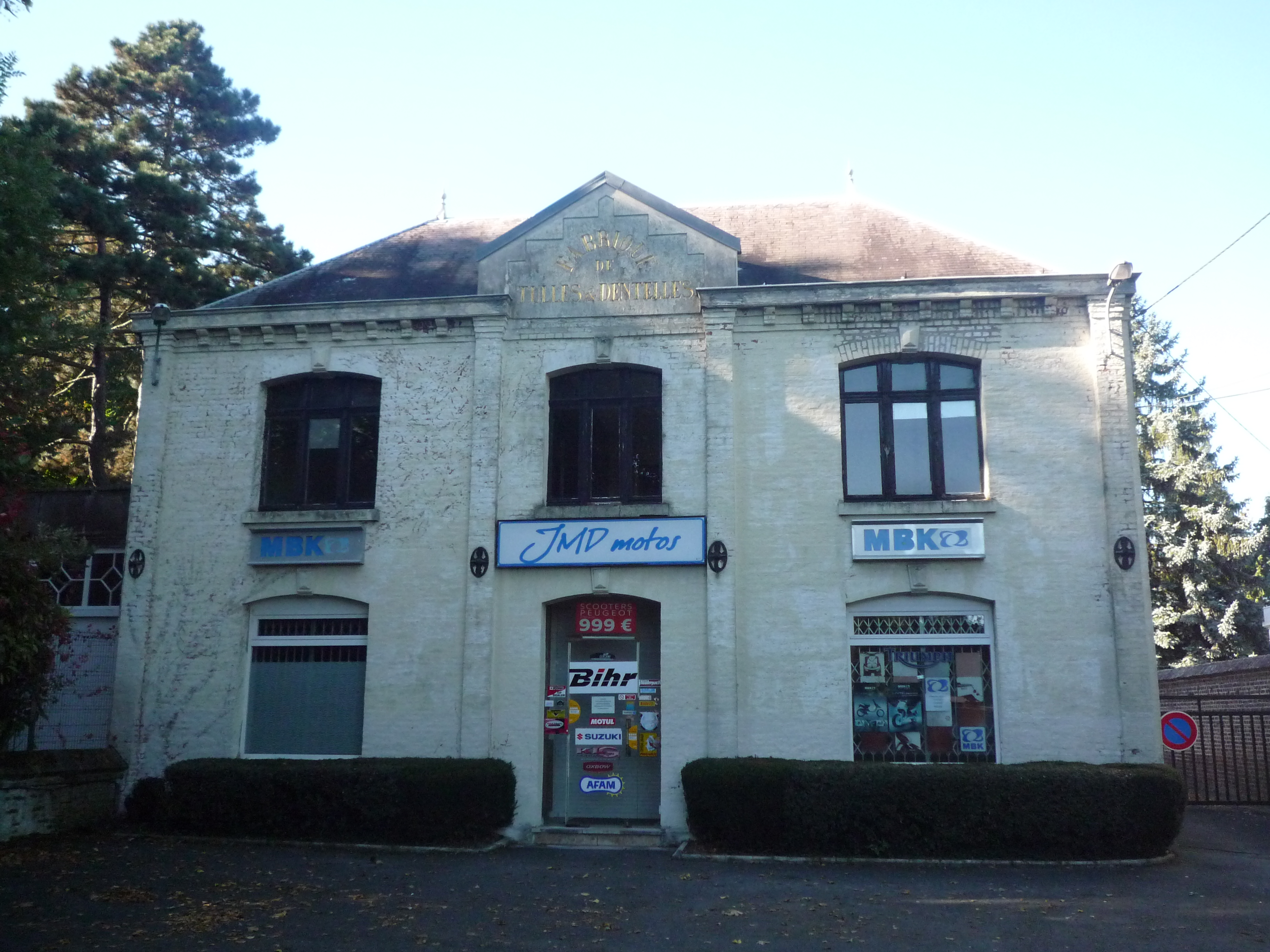
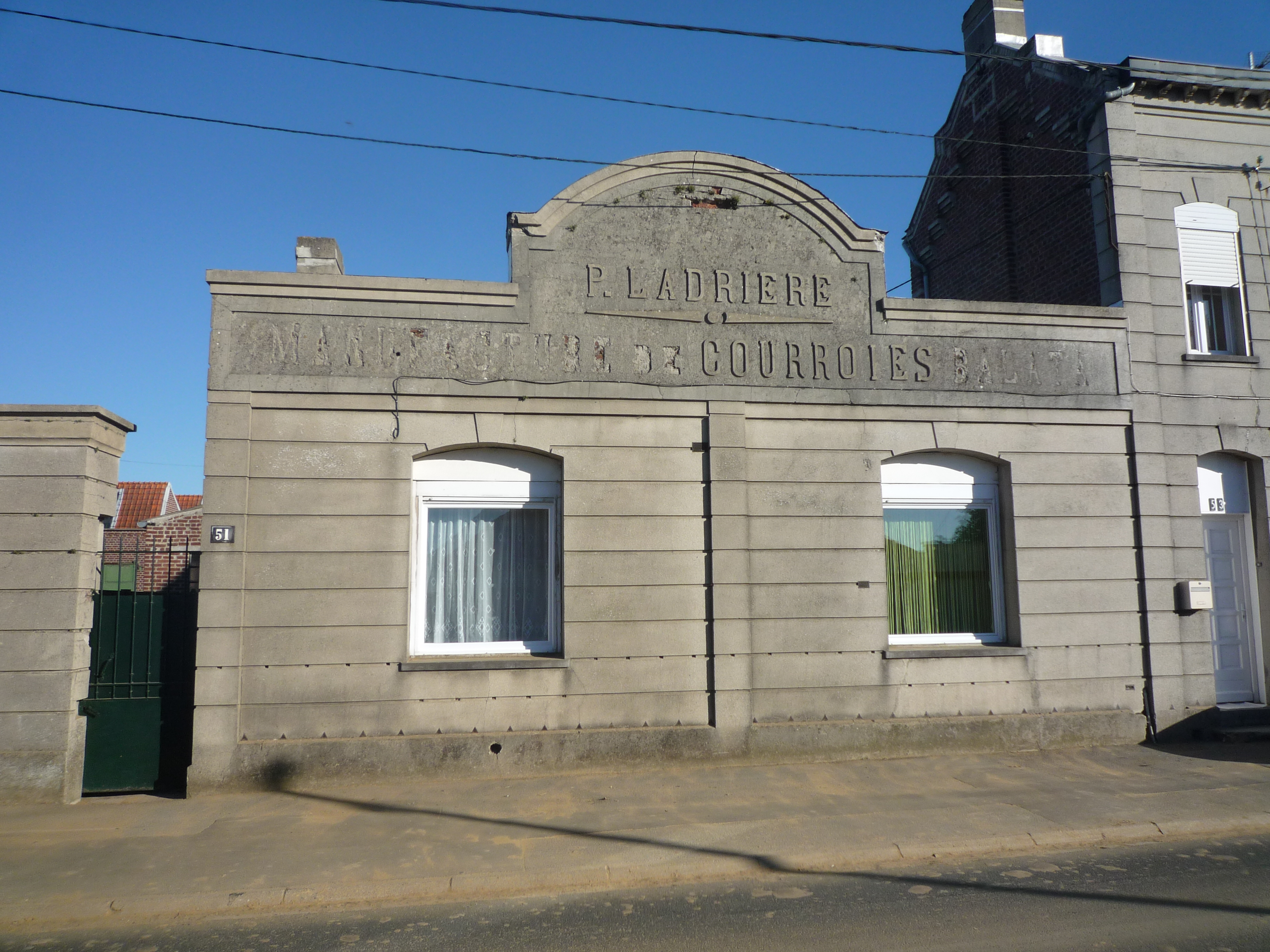
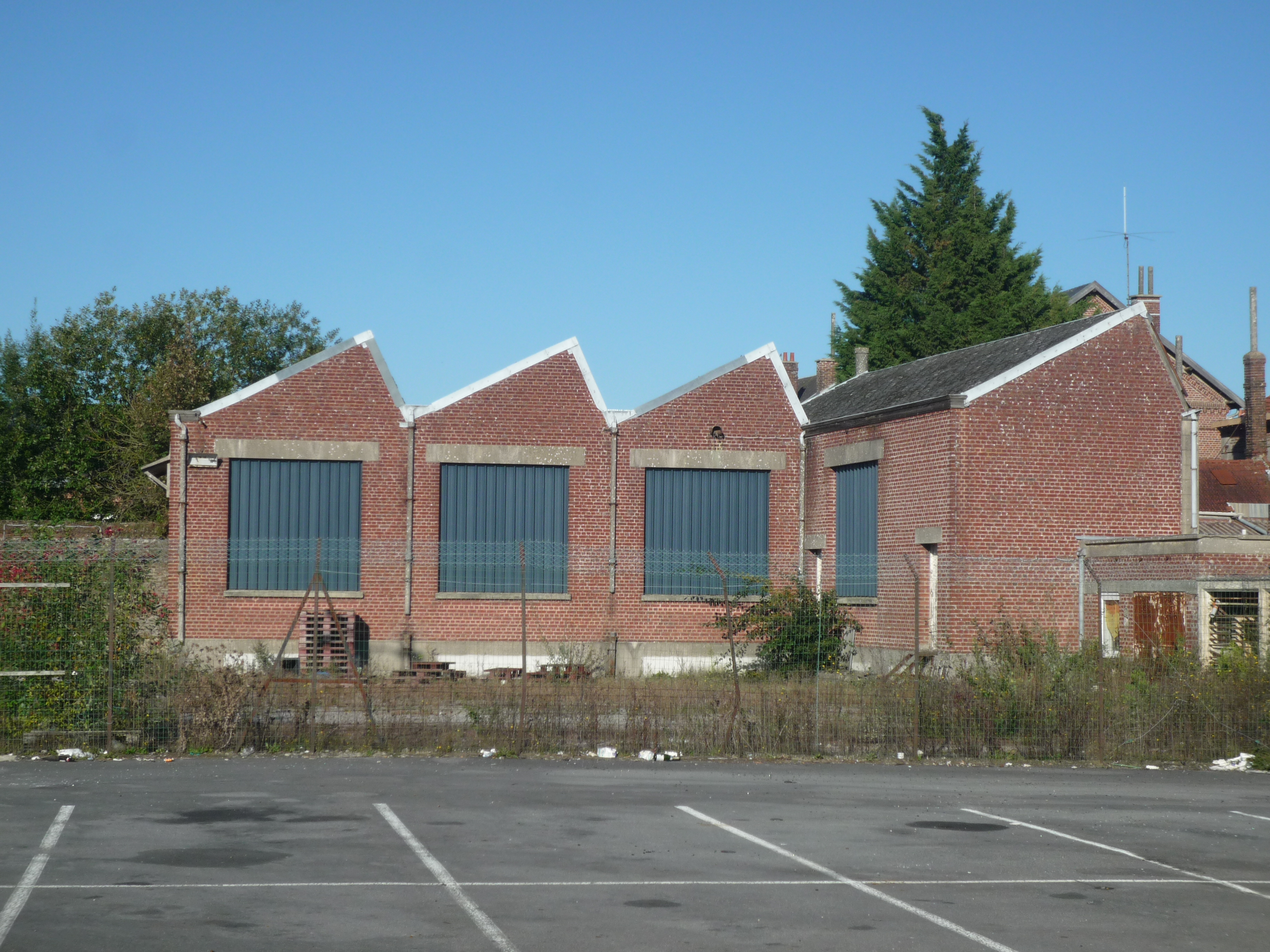
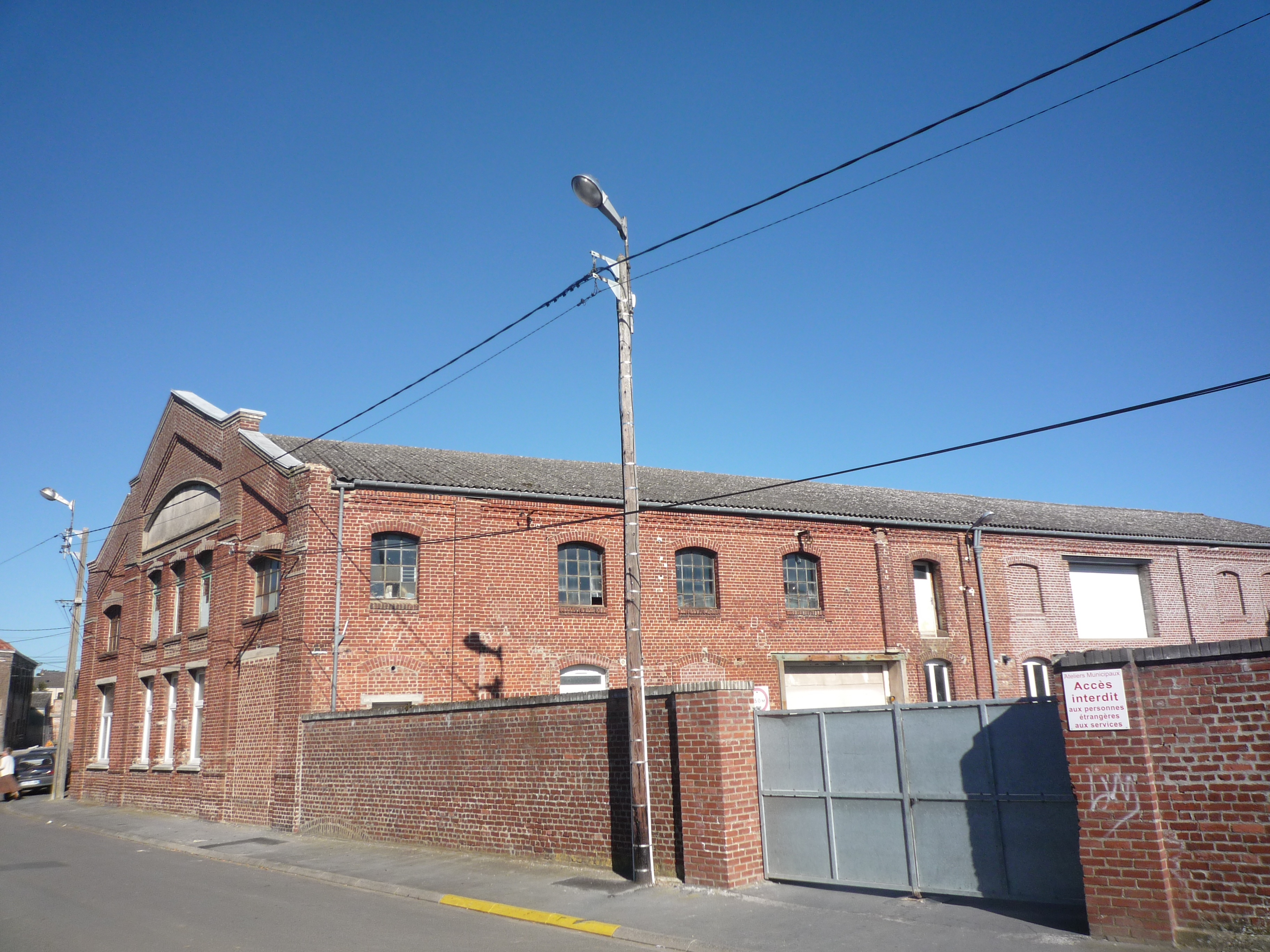

Im Süden der Stadt ist seit den 1970er Jahren ein 100 ha großes Industriegebiet entstanden, das ca. 1700 Personen beschäftigt. Branchen sind vor allem die Nahrungsmittel- (Nestlé), die Kosmetische (L’Oréal) und die Papierwarenindustrie.

### Bevölkerungsentwicklung
| Jahr                       | 1962   | 1968   | 1975   | 1982   | 1990   | 1999   | 2011   | 2020   |
| Einwohner                  | 13.207 | 13.328 | 13.579 | 14.095 | 13.579 | 13.469 | 14.582 | 14.028 |
| Quellen: Cassini und INSEE |        |        |        |        |        |        |        |        |

## Verwaltung
An der Spitze der Verwaltung stand seit 1995 als Bürgermeister Guy Bricout, der 2017 einen Sitz in der Nationalversammlung errang. Zu seinem  Amtsnachfolger wählte der Gemeinderat seinen Sohn Frédéric Bricout; bei der regulären Kommunalwahl im Frühjahr 2020 erhielt dessen Liste Ensemble pour Caudry, politisch als sonstige Rechte einzuordnen, bereits im ersten Wahlgang die absolute Mehrheit. Dem somit wiedergewählten Bürgermeister stehen neun Beigeordnete zur Seite. Der Gemeinderat hat insgesamt 33 Mitglieder, von denen 29 der Liste des Bürgermeisters entstammen; außerdem entfallen je ein Sitz auf eine Vertreterin des Rassemblement National, der Sozialisten sowie einen Zentristen und einen Einzelbewerber.

## Freizeit und Sehenswürdigkeiten
- Denkmalgeschützte Basilika Sainte Maxellende (Grundsteinlegung 1887) mit Kirchenfenstern von Charles Lorin (Glasmaler in Chartres), dem Hochaltar in weißem Marmor und mit vergoldeten Kupfer sowie Mosaik, der großen Orgel, dem Werk von Mutin-Cavaillé-Coll von 1913, und mit Reliquienschrein aus dem 14. Jahrhundert
- Spitzen-Museum (Musée de la Dentelle) und die stadtgeschichtlichen Ausstellungssäle (Espace de Vie Historique – Caudry d’hier et d’aujourd’hui), beide an der Place des Mantilles gelegen
- Atéliers Culturels, eine Kulturwerkstatt mit Musikschule, Ausstellungs- und Veranstaltungsräumen an der Rue Jacquard
- „Le Val du Riot“, Freizeitanlage
- Mehrzweckhalle mit knapp 1300 m² bzw. für 600 Personen
- Britischer und deutscher Soldatenfriedhof
- Zweijährlich veranstalteter Sommerkarneval (carnaval d’été) mit Umzug der häufig kostümierten Vereine durch die Stadt, den zwei für Nordfrankreich typische, fünf Meter hohe Riesenfiguren – in Caudry Batisse und Laïte genannt, stehen sie für die textilindustrielle Tradition – anführen

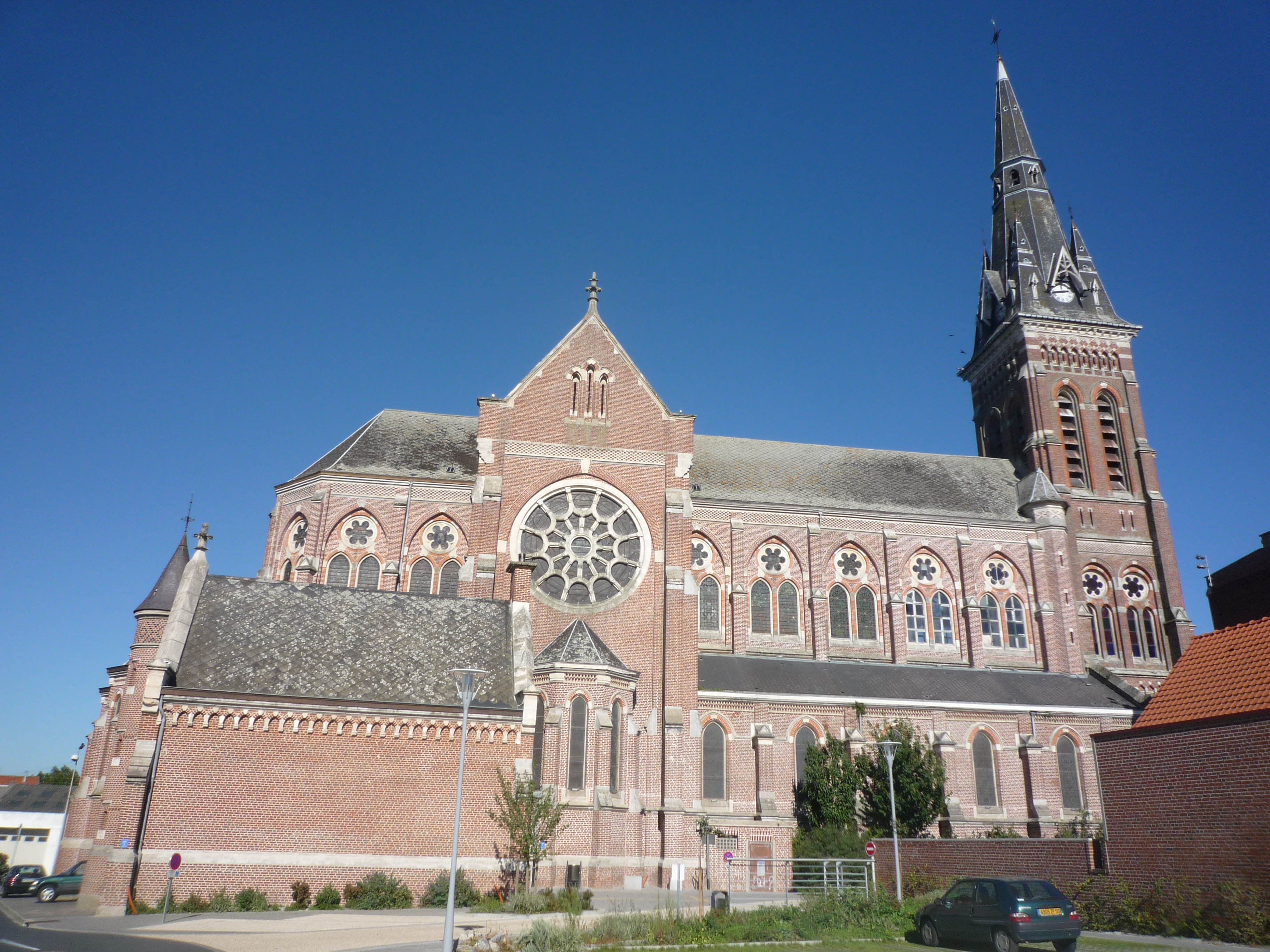
Basilika Sainte-Maxellende
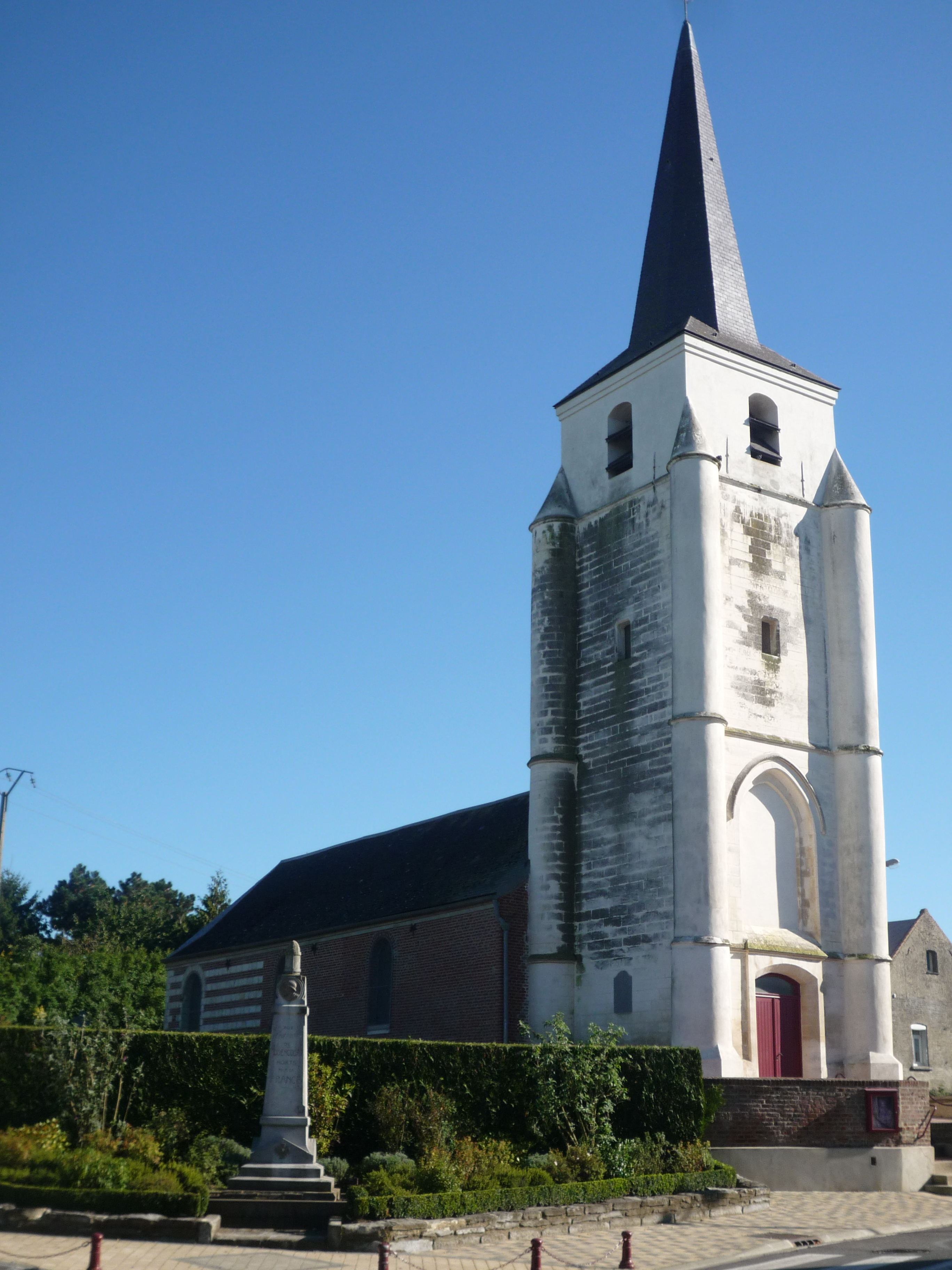
Kirche Saint-Barthélemy im Ortsteil Audencourt
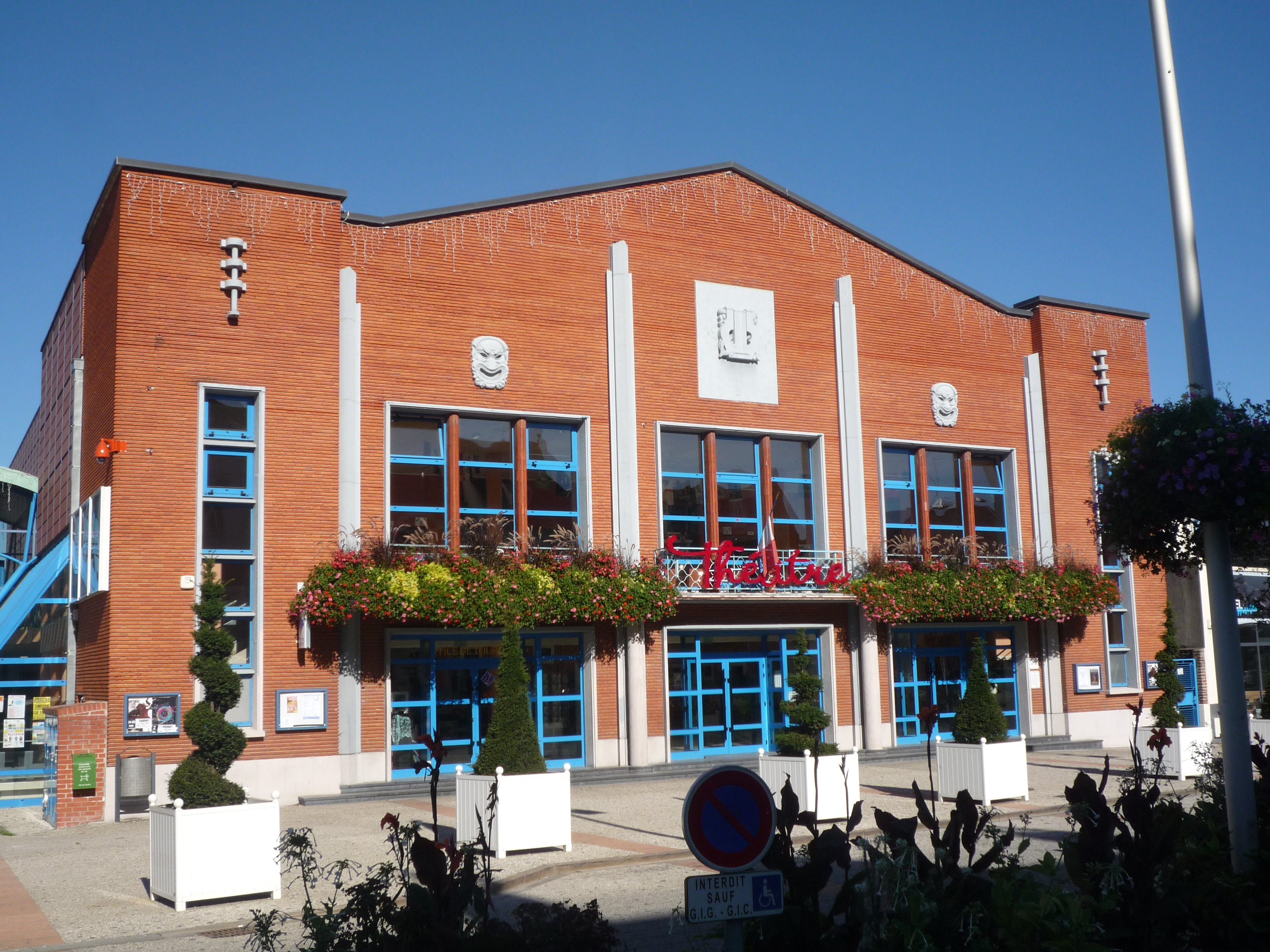
Theater und Stadtfesthalle
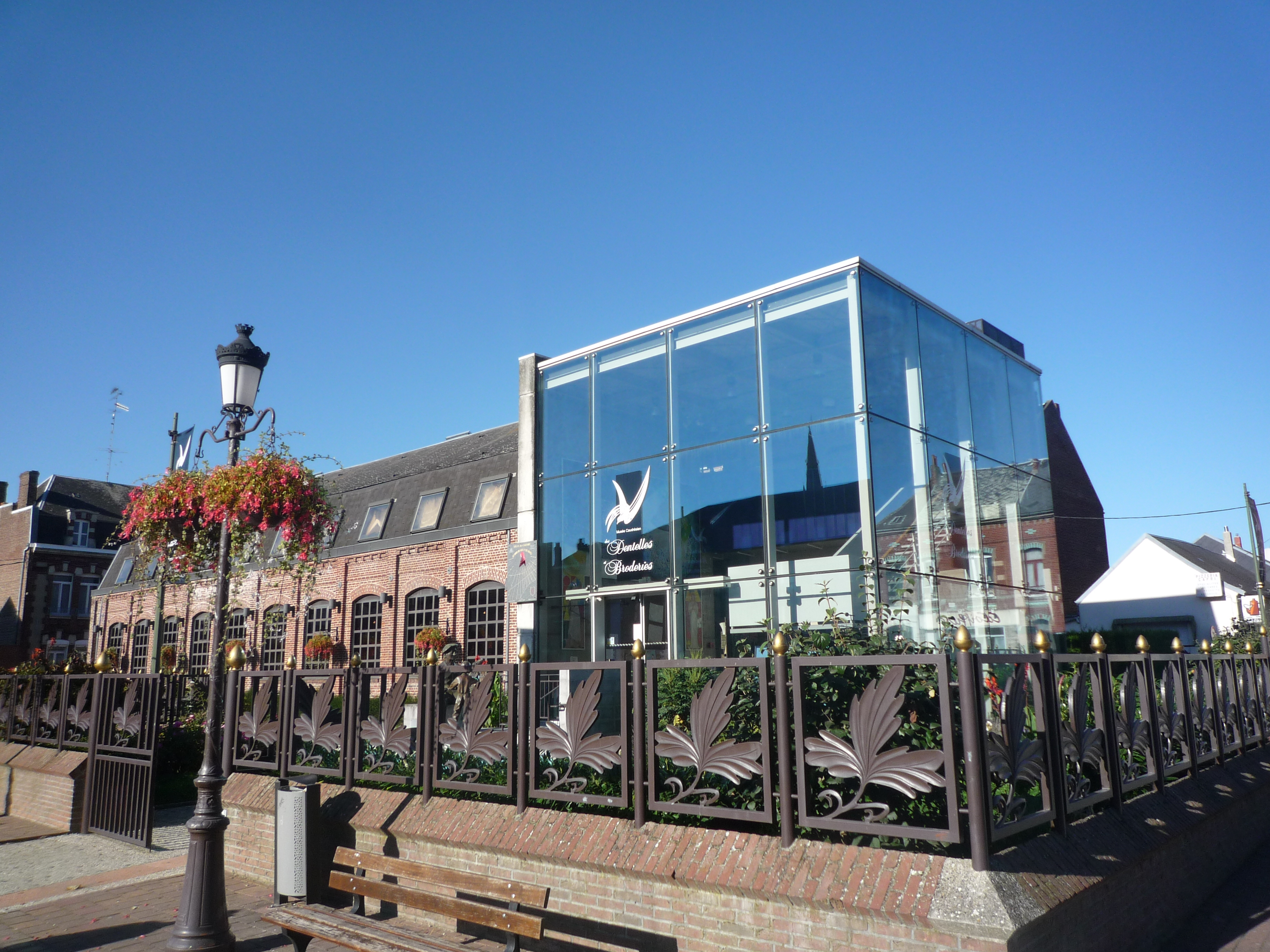
Spitzen-Museum
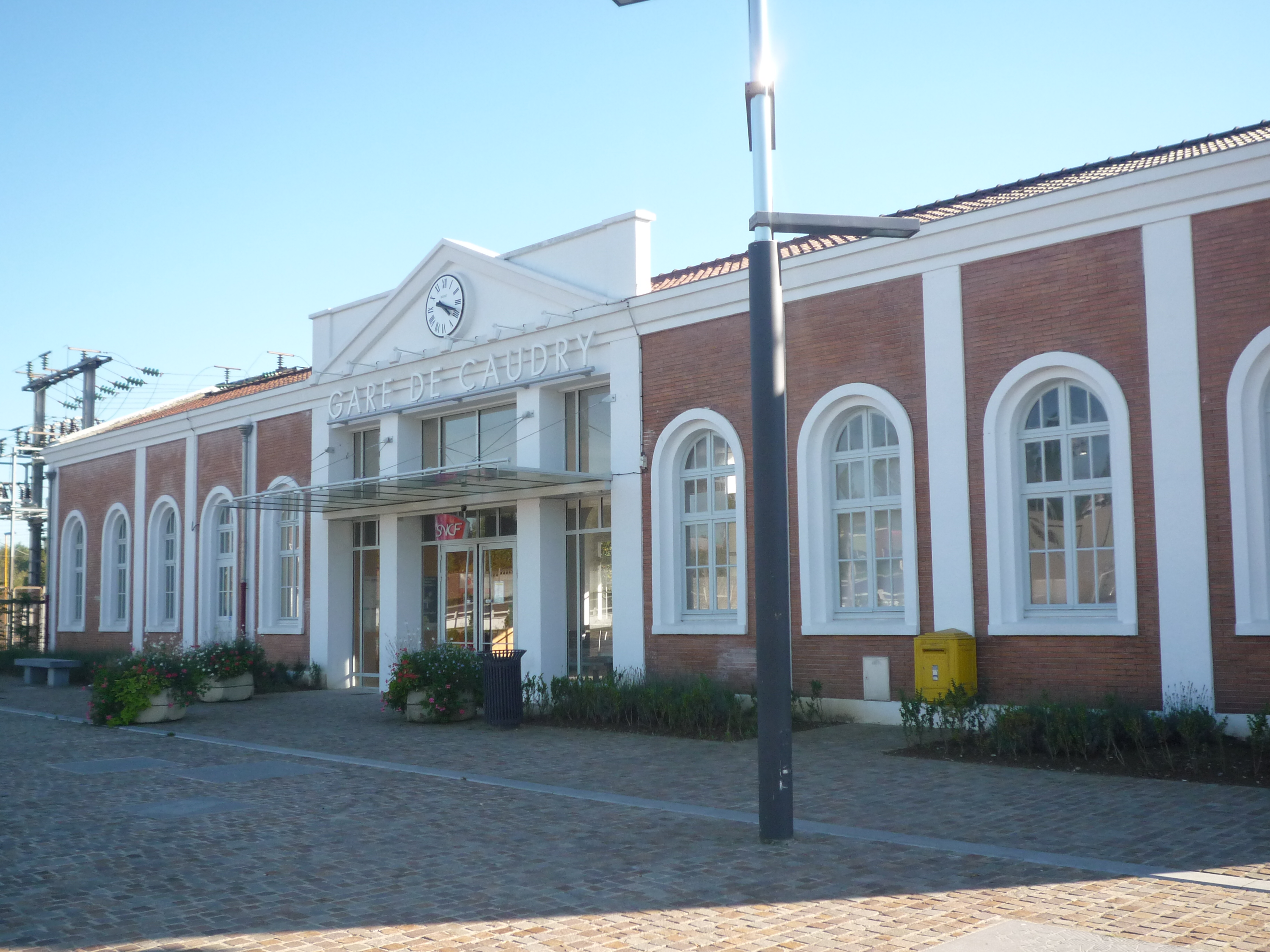
Bahnhof Caudry
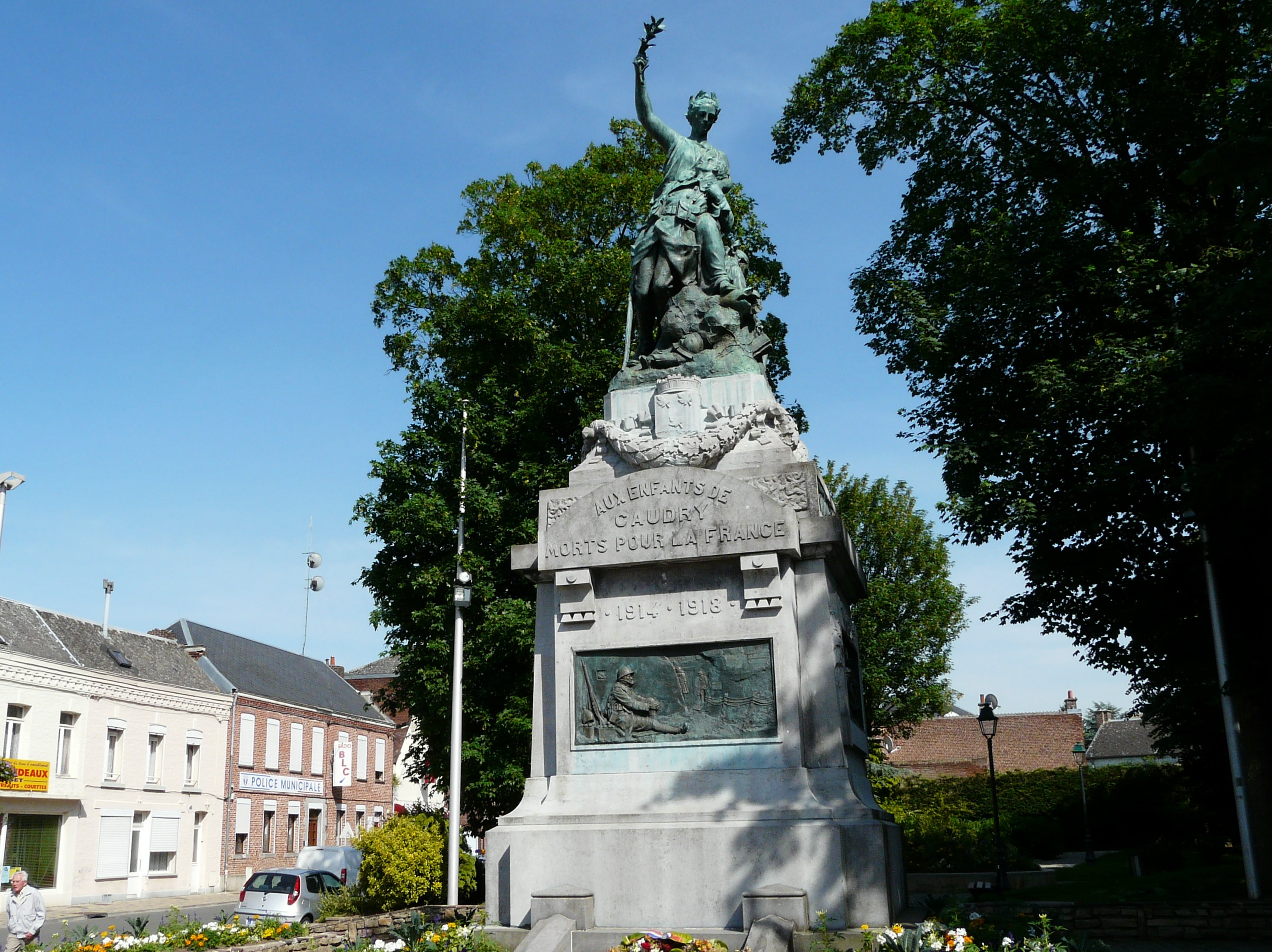
Gefallenendenkmal
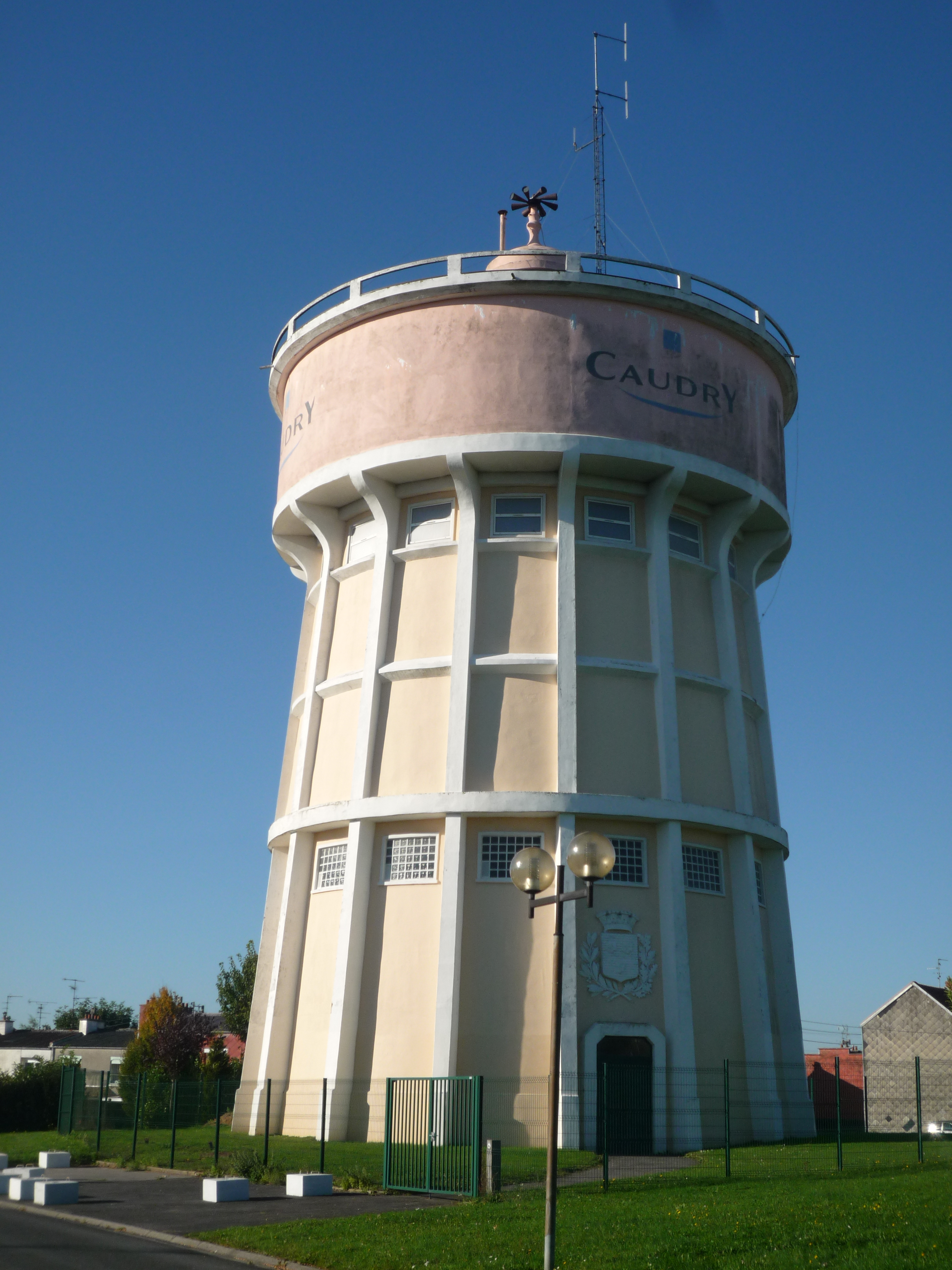
Wasserturm

### Sport
Der seit Ende der 1960er Jahre nicht mehr existierende Star Club Caudrésien wurde Anfang des 20. Jahrhunderts französischer Meister eines der damals existierenden Fußballverbände.

### Städtepartnerschaften
Seit 1985/1986 besteht eine offizielle Städtepartnerschaft zu Wedel in Deutschland, hervorgegangen aus bereits 1964 aufgenommenen Kontakten mit dem Wedeler Jugendmusikkorps. 2018 kam eine Partnerschaft zum polnischen Pińczów hinzu.